# Hậu Mỹ
Hậu Mỹ là một xã thuộc tỉnh Đồng Tháp, Việt Nam.

## Địa lý
Xã Hậu Mỹ có vị trí địa lý:
- Phía đông giáp xã Mỹ Thành.
- Phía tây giáp xã Đốc Binh Kiều.
- Phía nam giáp xã Mỹ Thiện và Hội Cư.
- Phía bắc giáp tỉnh Tây Ninh.

Xã Hậu Mỹ có diện tích tự nhiên 78,61 km², dân số năm 2025 là 40.097 người, mật độ dân số đạt 510 người/km².
Các kênh, rạch chảy qua địa bàn xã bao gồm: Kênh 7, Kênh 8, Kênh 9, Kênh 200, Kênh 500, Kênh 6 - Bằng Lăng, kênh 19 Tháng 5, kênh Bảy Thước, kênh Đòn Dong, kênh Đường Củi Lớn, kênh Hầm Dồ, kênh Hậu, kênh Huyện, kênh Kháng Chiến, kênh Kho, kênh Một Thước, kênh Mười Ơn, kênh Ngàn, kênh Nguyễn Văn Tiếp, kênh Ô Môi, kênh Rạch Giá, kênh Xóm Trại.
Thổ nhưỡng của xã là đất phèn, dọc tuyến đường Giáo xứ Bằng Lăng thuộc ấp Mỹ Chánh 5 có nhiều vườn tre, có vườn tre rộng gần 1 ha.

## Hành chính
Xã Hậu Mỹ Bắc A được chia thành 5 ấp:
- Hậu Phú 1
- Hậu Phú 2
- Hậu Phú 3
- Mỹ Chánh 4
- Mỹ Chánh 5.

## Lịch sử
Năm 1841, làng Lương Điền thành lập, là một làng đồn điền. Sau đó bỏ hoang khi Pháp xâm lược. Dân nhập chung với làng Hậu Thành.
Ngày 15 tháng 5 năm 1885, tách khỏi làng Hậu Thành ra làng riêng gọi là Hậu Mỹ, thuộc tổng Phong Hòa, quận Kiến Đăng, tỉnh Định Tường.
Tháng 10 năm 1937, Tổ chức Đảng Cộng sản đầu tiên ở xã thành lập.
Từ 1945 - 1954, chính quyền Việt Nam Dân chủ Cộng hòa đặt xã Thiên Hộ thuộc huyện Cái Bè, tỉnh Mỹ Tho, trong khi đó chính quyền Pháp và Quốc gia Việt Nam đặt là xã Hậu Mỹ thuộc tổng Phong Hoà, quận Cái Bè, tỉnh Định Tường.
Từ 1954 - 1975, chính quyền Việt Nam Cộng hòa đặt xã Hậu Mỹ, quận Sùng Hiếu, tỉnh Mỹ Tho. Chính quyền Cộng hòa miền Nam Việt Nam lại phân chia xã Hậu Mỹ Bắc thuộc huyện Cái Bè, tỉnh Mỹ Tho.
Ngày 4 tháng 2 năm 1964, địa bàn xã là nơi diễn ra trận đánh lớn giữa Tiểu đoàn 261 Giron và Tiểu đoàn 3 (thuộc Sư đoàn 7) Quân lực VNCH.
Xã từng là một phần của xã Hậu Mỹ Bắc, đến năm 1979 thì xã Hậu Mỹ Bắc được chia thành xã Hậu Mỹ Bắc B ở phía bắc và xã Hậu Mỹ Bắc A ở phía nam. Cả hai xã cách nhau bởi kênh Nguyễn Văn Tiếp, con kênh chảy theo hướng tây đông.
Tháng 11 năm 2020, cầu Thiên Hộ, cầu quan trọng nhất trong xã nằm ngay chợ Thiên Hộ, bắc qua kênh Nguyễn Văn Tiếp bị sập do một xe tải quá tải trọng chạy qua.
Ngày 16 tháng 6 năm 2025, Ủy ban Thường vụ Quốc hội ban hành Nghị quyết số 1663/NQ-UBTVQH15 về việc sắp xếp các đơn vị hành chính cấp xã của tỉnh Đồng Tháp năm 2025. Theo đó, sắp xếp toàn bộ diện tích tự nhiên, quy mô dân số của các xã Hậu Mỹ Bắc A, Hậu Mỹ Bắc B và Hậu Mỹ Trinh thành xã mới có tên gọi là xã Hậu Mỹ.
Sau khi sáp nhập, xã Hậu Mỹ có 78,61 km² diện tích tự nhiên và dân số 40.097 người.

### Di tích
Di tích Chiến thắng khu Trù mật Hậu Mỹ là di tích lịch sử - văn hóa cấp tỉnh.

## Kinh tế
Giữa xã là ngã ba giao thông của tỉnh lộ 869 và huyện lộ 72, đường tỉnh lộ 869 tiếp tục dẫn thẳng lên chợ Thiên Hộ, trung tâm mua bán của xã, với diện tích 39.000 m², nằm về phía bắc của xã trên bờ nam kênh Nguyễn Văn Tiếp. Đường giao thông chính đều trải nhựa trong tình trạng tốt. Đường Bắc Kênh Một Thước bằng bê tông thẳng tấp từ tây sang đông là 'con đường văn hóa' của xã. Các đường liên ấp khác đều là đường đan hoặc đường nhựa trong tình trạng hư hại nặng, chủ yếu là các đoạn dọc bờ nam Kênh Nguyễn Văn Tiếp, đường dọc bờ đông Kênh 6 - Bằng Lăng.
Xã nằm trong địa bàn trọng điểm ngập lũ, chủ trương chính sách của chính quyền là "sống chung với lũ", điều này ảnh hưởng đến tổ chức sản xuất kinh tế của người dân trong xã. Phần đông dân trong xã sống bằng nghề nông canh tác lúa theo mô hình kết hợp lúa - cá, cá được thả vào ruộng để nuôi. Ấp Mỹ Chánh 4 tổ chức 100 ha đầu tiên mô hình này. Người nông dân tiên phong là Âu Văn On.
Phần phía tây của địa bàn xã là khu vực ao cá rất rộng, chỉ riêng ấp Mỹ Chánh 4 có 150 ha (1,5 km²) ao ương cá bột, cá hương (cá giống) với 80 hộ ương cá. Xã đang tập trung vào trồng lúa chất lượng cao, dưa hấu, ươm cá bột, cá giống,... Hằng năm xã Hậu Mỹ Bắc A đạt sản lượng 1,5 tỉ con cá bột, trên 400 tấn cá giống nước ngọt.
Trong khi phần phía đông địa bàn xã thì trồng mít dọc các bờ kênh. Trong thời gian từ 2020, xã bắt đầu phổ biến việc trồng sen lấy ngó sen. Tỷ lệ lao động có việc làm qua đào tạo chiếm 35,5%. Thu nhập bình quân đầu người là 30 triệu đồng/năm vào năm 2017, tăng lên 55 triệu đồng/năm vào năm 2020. Đến năm 2020, số hộ nghèo, cận nghèo và đặc biệt khó khăn vẫn còn hơn 300 hộ. Điểm du lịch đáng chú ý là khu du lịch sinh thái Cội Nguồn nằm gần cầu Thiên Hộ Mới.
Diện tích đất tự nhiên 2.626,0391 ha.
|  | Loại đất            | Diện tích (hecta) | Chú thích |
|  | ------------------- | ----------------- | --------- |
|  | Trồng lúa           | 2.115,1288        | [ 8 ]     |
|  | Vườn cây            | 349,3712          | [ 8 ]     |
|  | Thổ cư              | 53,2992           | [ 8 ]     |
|  | Nuôi trồng thủy sản | 9,8938            | [ 8 ]     |
|  | Chưa khai thác      | 2,3469            | [ 8 ]     |
|  | Rừng                | 0                 |           |

## Dân số – xã hội
Dân số năm 1999 là 13.225 người, mật độ dân số đạt 483 người/km². Năm 2008, dân số xã là 13.678 người, thuộc 2.839 hộ gia đình. Vào năm 2004, tỉ lệ sinh: 1,34%; tỉ lệ tử: 0,2%.

### Giới tính
| \| \| Giới tính \| Số dân \| Chú thích \| \| \| --------- \| ------ \| --------- \| \| \| Nam \| 6.753 \| [8] \| \| \| Nữ \| 6.925 \| [8] \| | Tỉ lệ nam (49.38%) Tỉ lệ nữ (50.62%) |        |           |
| | Giới tính                            | Số dân | Chú thích |
| | Nam                                  | 6.753  | [ 8 ]     |
| | Nữ                                   | 6.925  | [ 8 ]     |

### Dân tộc
| \| \| Dân tộc \| Số người \| Chú thích \| \| \| ------- \| -------- \| --------- \| \| \| Kinh \| 13.678 \| [8] \| \| \| khác \| 0 \| [8] \| | Kinh (100%) khác (00%) |          |           |
| | Dân tộc                | Số người | Chú thích |
| | Kinh                   | 13.678   | [ 8 ]     |
| | khác                   | 0        | [ 8 ]     |

### Tôn giáo
| \| \| Tôn giáo \| Số người \| Chú thích \| \| \| --------- \| -------- \| --------- \| \| \| Công giáo \| 1.788 \| [8] \| \| \| Phật giáo \| 179 \| [8] \| \| \| Không rõ \| 11.711 \| \| | Công giáo (13.07%) Phật giáo (1.31%) Không rõ (85.62%) |          |           |
| | Tôn giáo                                               | Số người | Chú thích |
| | Công giáo                                              | 1.788    | [ 8 ]     |
| | Phật giáo                                              | 179      | [ 8 ]     |
| | Không rõ                                               | 11.711   |           |

Trạm y tế xã trong tình trạng tốt, có 7 bác sĩ, 4 y sĩ, 2 y tá. Theo trang thông tin điện tử huyện Cái Bè: Xã đạt 100% phổ cập giáo dục mầm non cho trẻ 5 tuổi, xóa mù chữ mức độ 2; phổ cập giáo dục tiểu học đúng độ tuổi đạt 100%; phổ cập giáo dục trung học cơ sở đạt 100%; học sinh tốt nghiệp trung học cơ sở được tiếp tục học trung học phổ thông, bổ túc, học nghề, trung cấp chiếm tỷ lệ trên 80%; tỷ lệ người dân tham gia bảo hiểm y tế đạt 84,15%.
Toàn xã có 12 bà mẹ Việt Nam Anh hùng, 315 liệt sĩ, 57 thương binh, 18 lão thành cách mạng, 850 gia đình có công với nước, 640 huân chương của tập thể và cá nhân.
Địa điểm tôn giáo đáng chú ý là chùa Thiền Hòa thuộc ấp Hậu Phú 2, nhà thờ Giáo xứ Bằng Lăng, thuộc ấp Mỹ Chánh 5.

## Thư viện ảnh

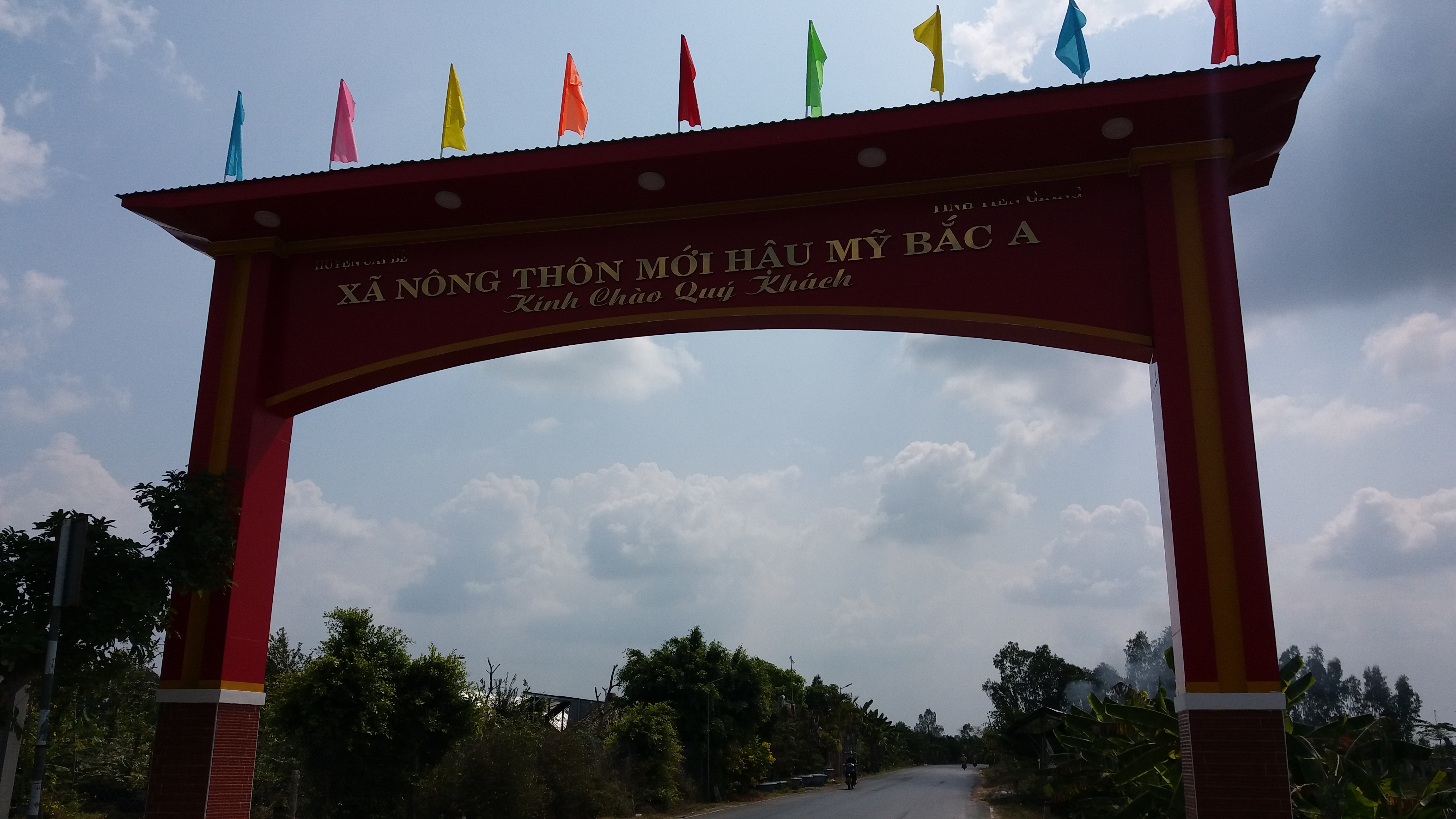
Cổng vào xã, dưới chân cầu Thiên Hộ 2.
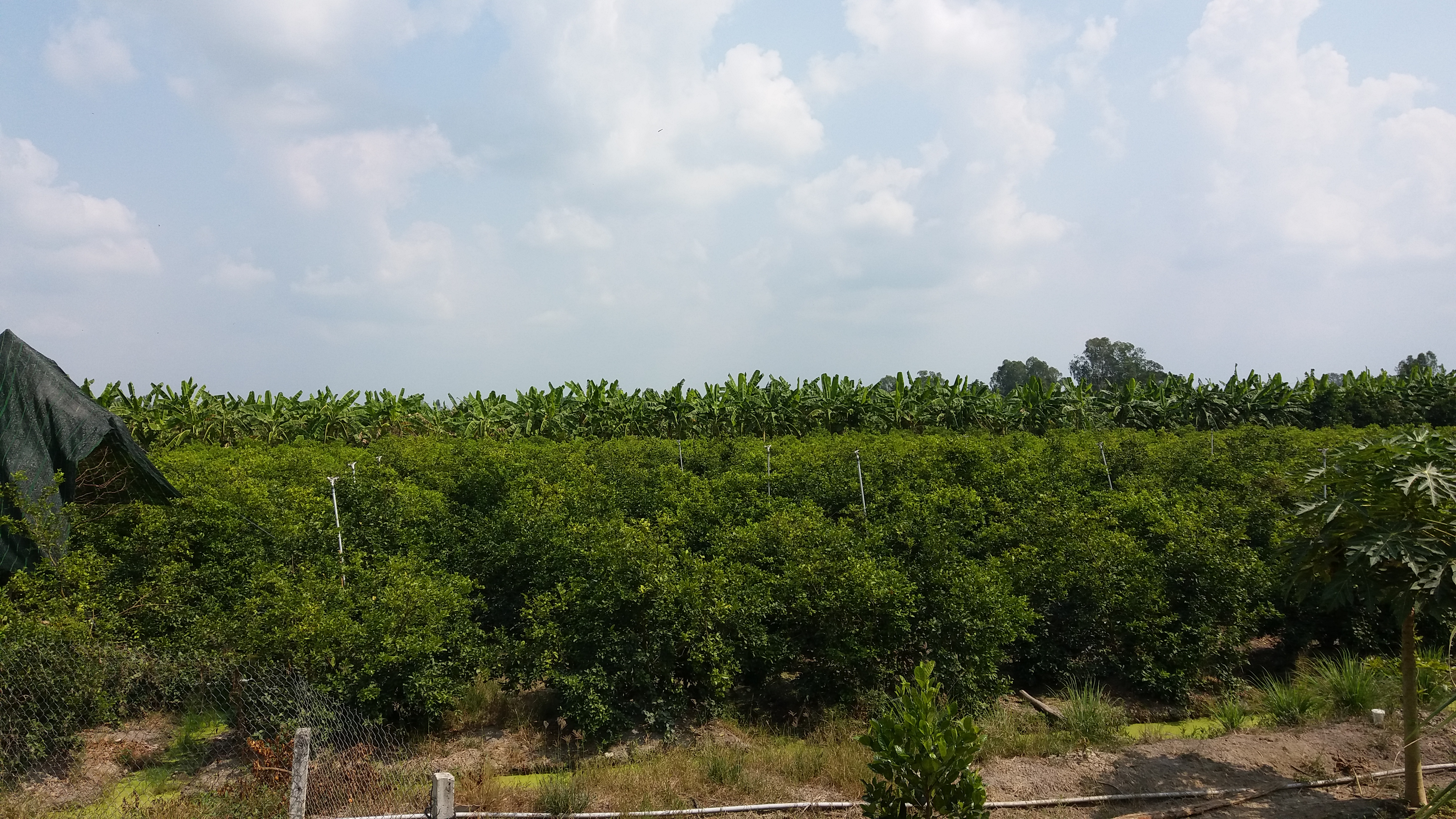
Một cánh đồng chanh và chuối gần chân cầu Thiên Hộ 2.
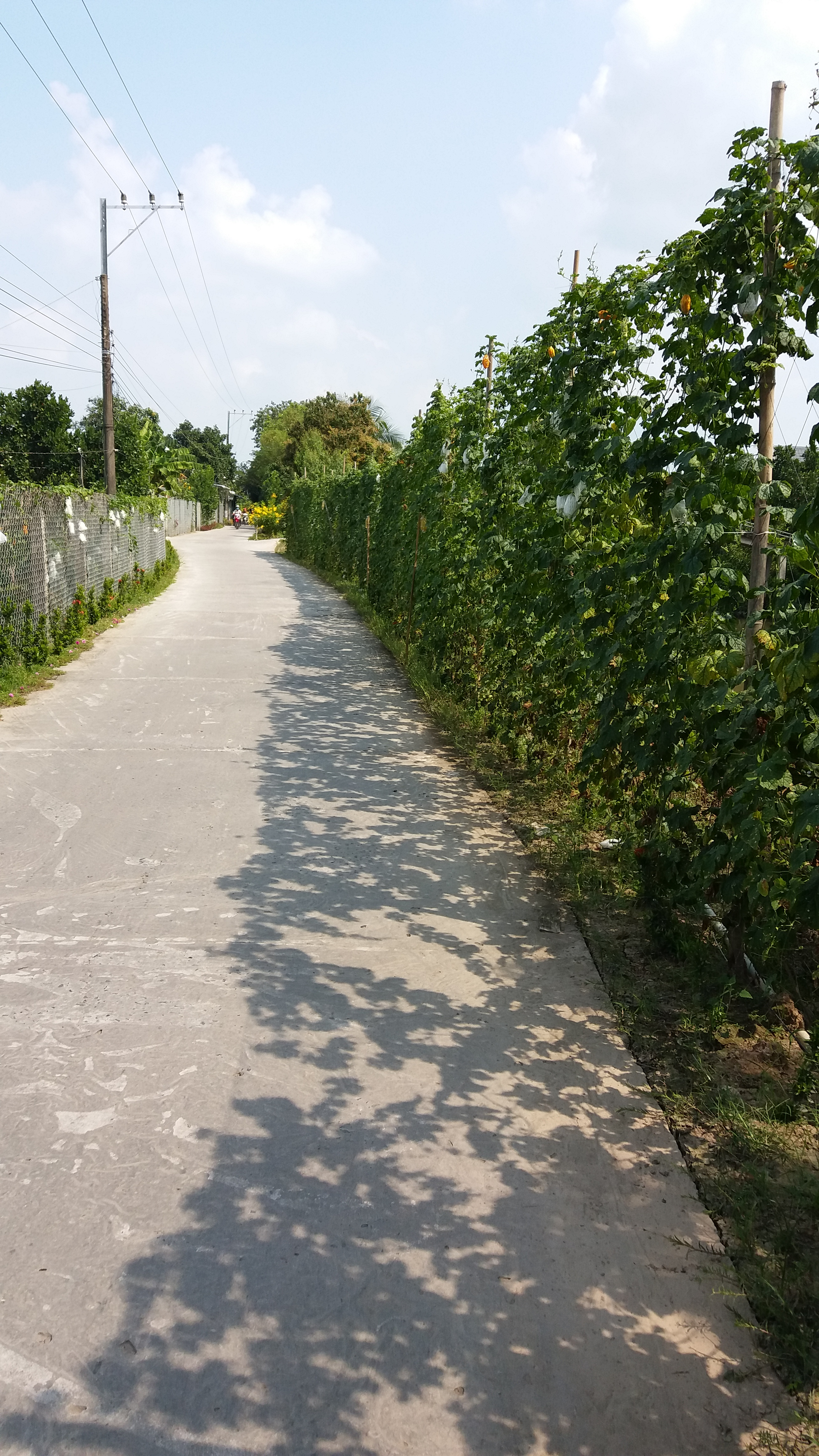
Đường Bắc Kênh 1 Thước.
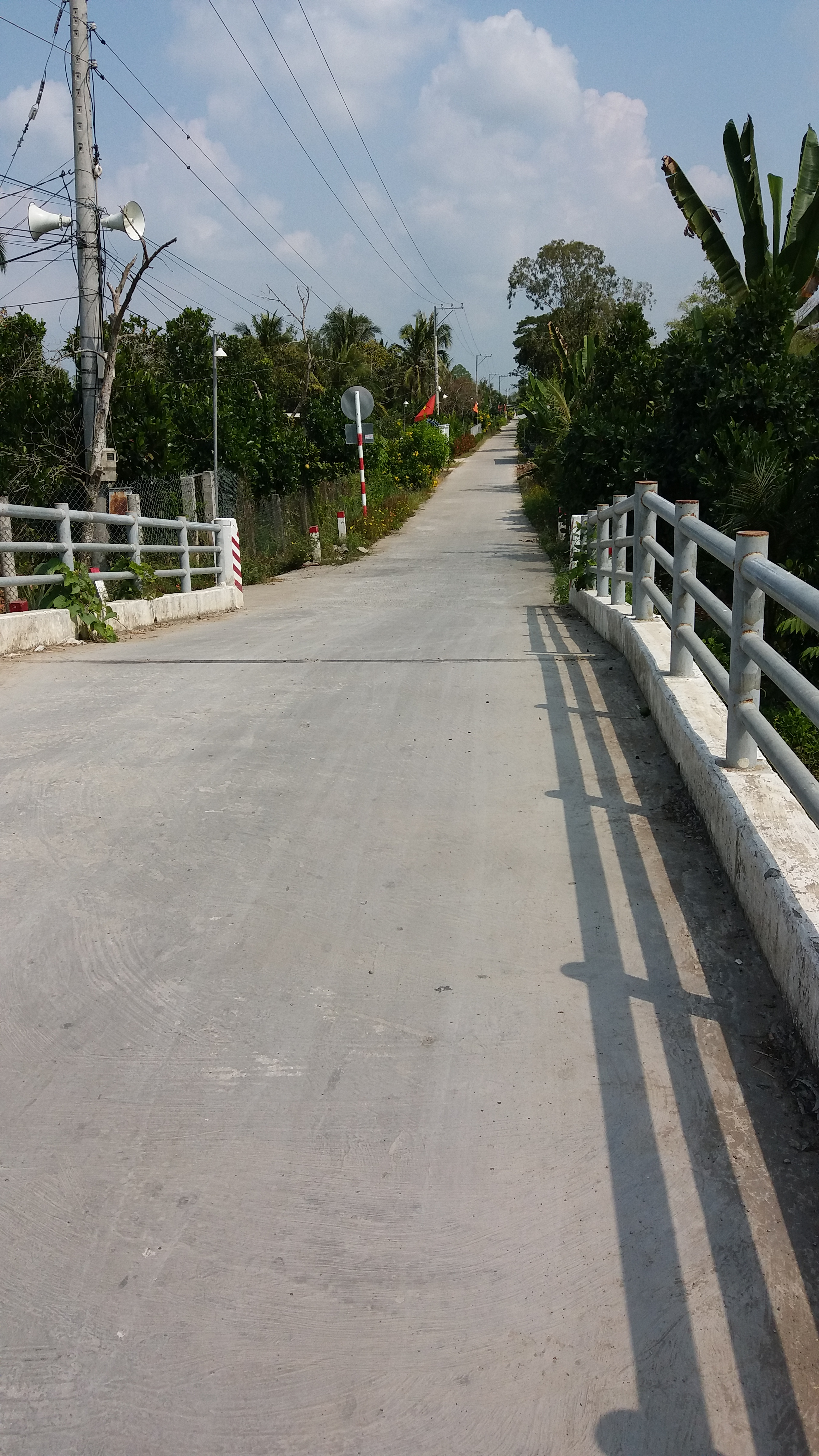
Đường Bắc Kênh 1 Thước.
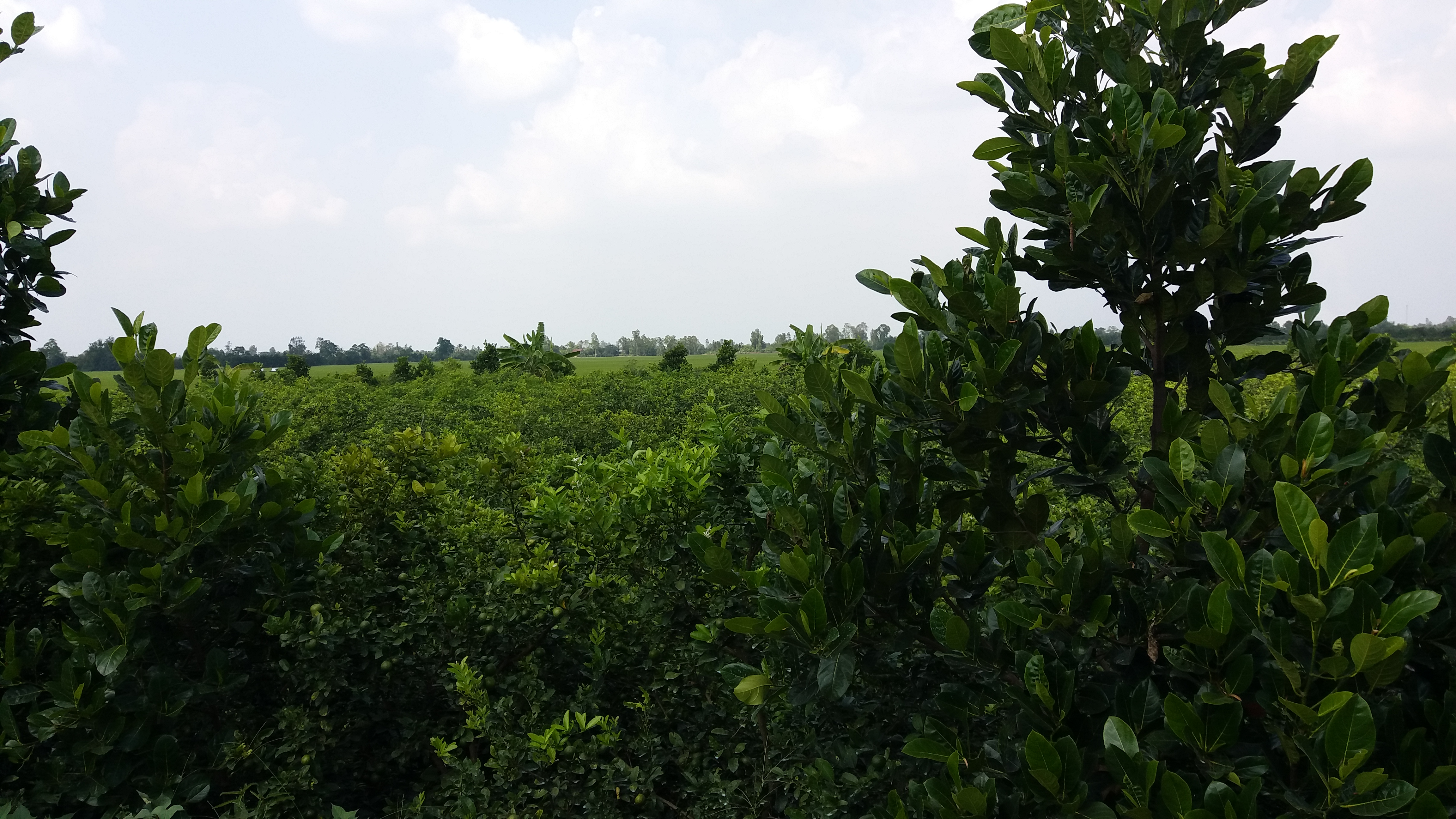
Một cánh đồng dọc đường Bắc Kênh 1 Thước.
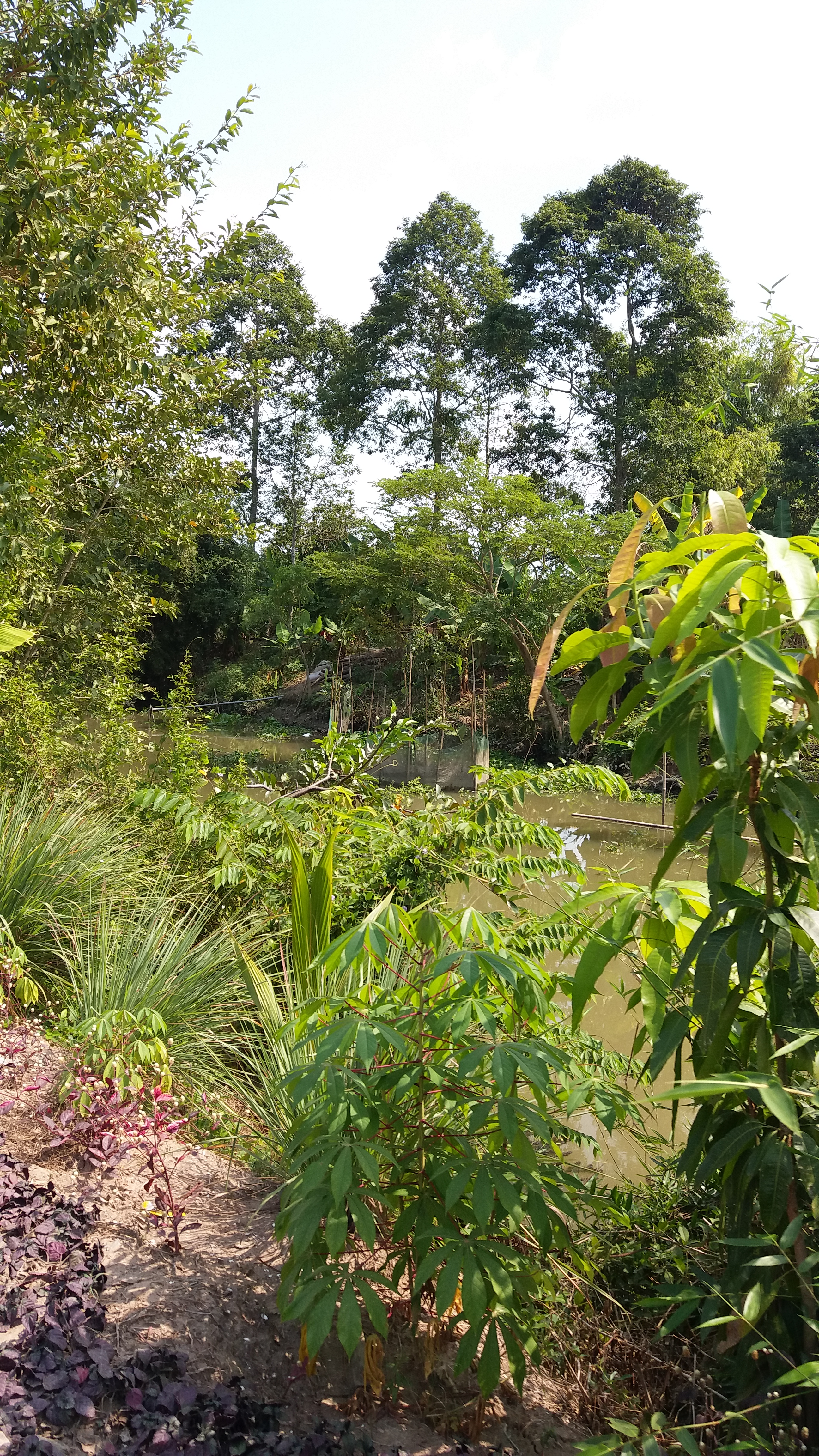
Kênh 1 Thước.
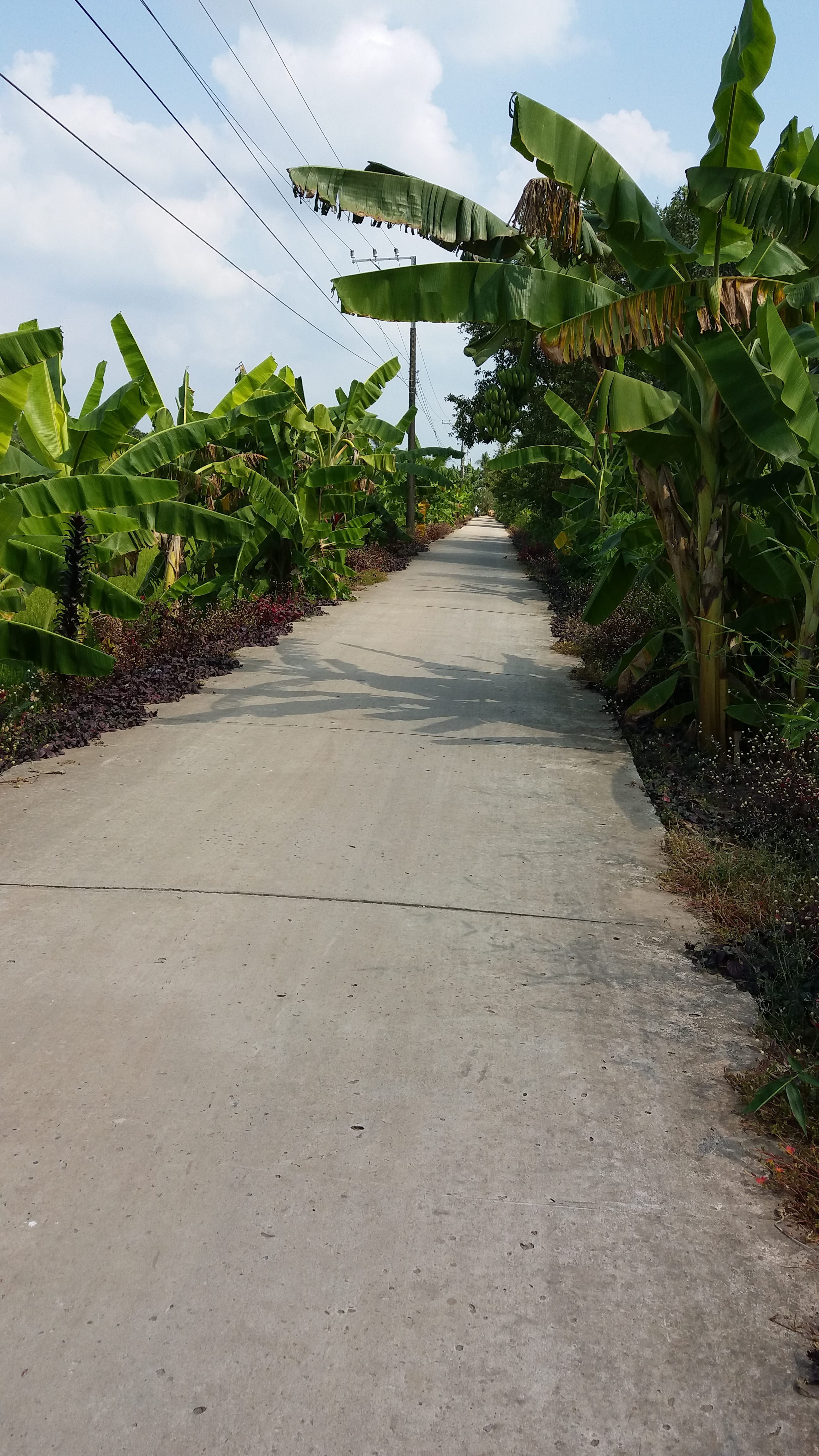
Đoạn cuối đường Bắc Kênh 1 Thước.
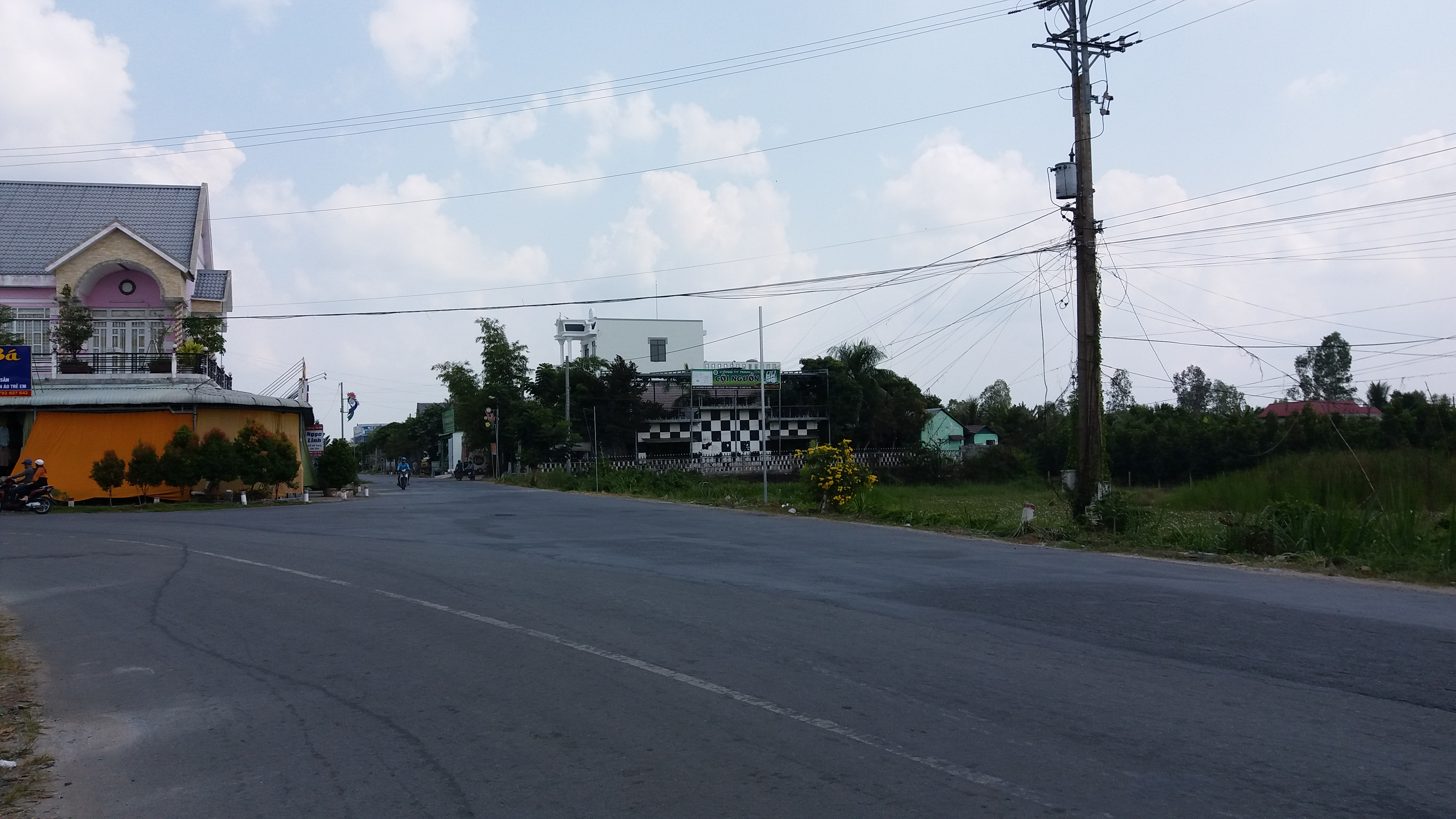
Ngã ba gần Ủy ban nhân dân xã.
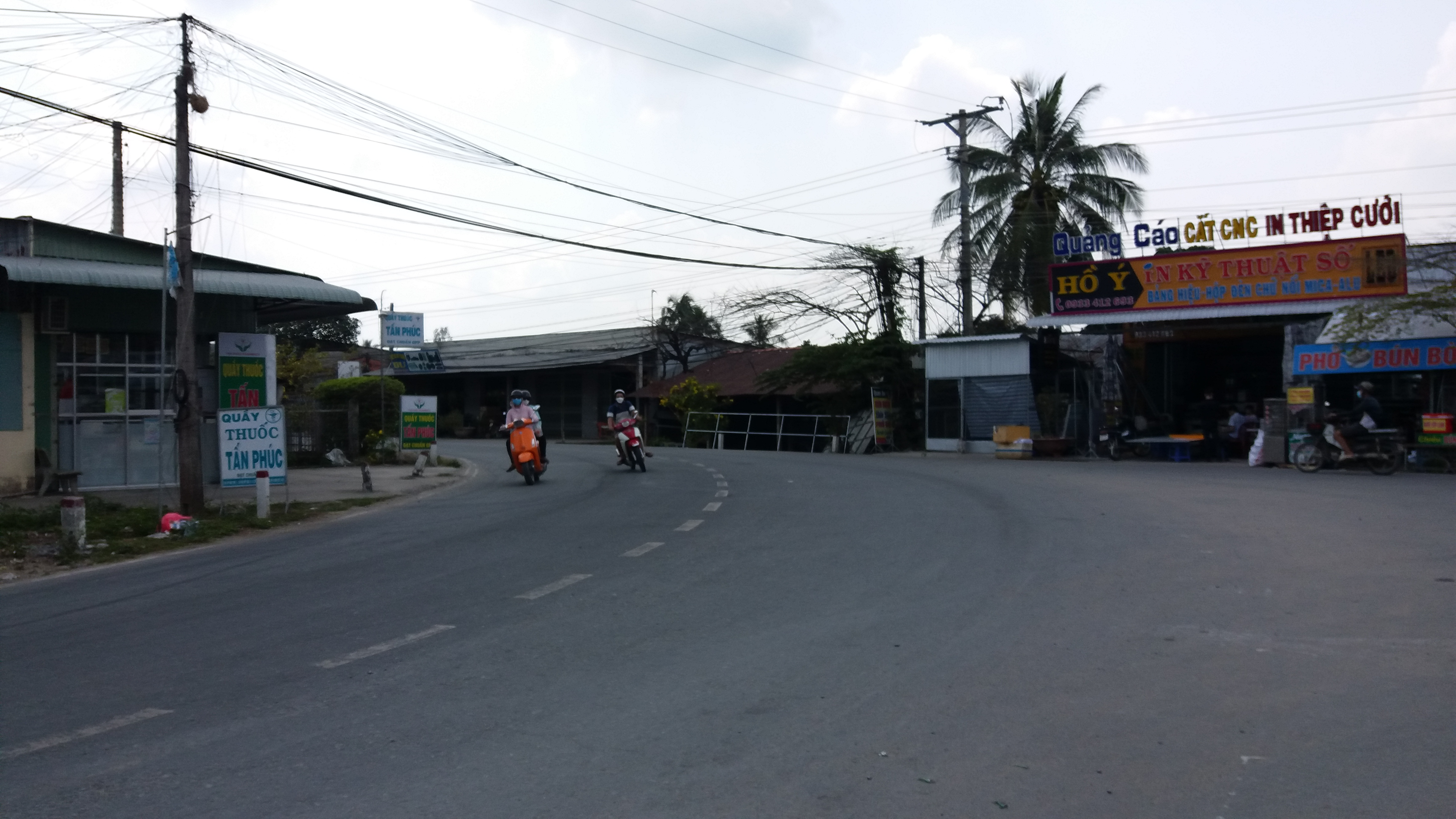
Một ngã ba trên Tỉnh lộ 869.
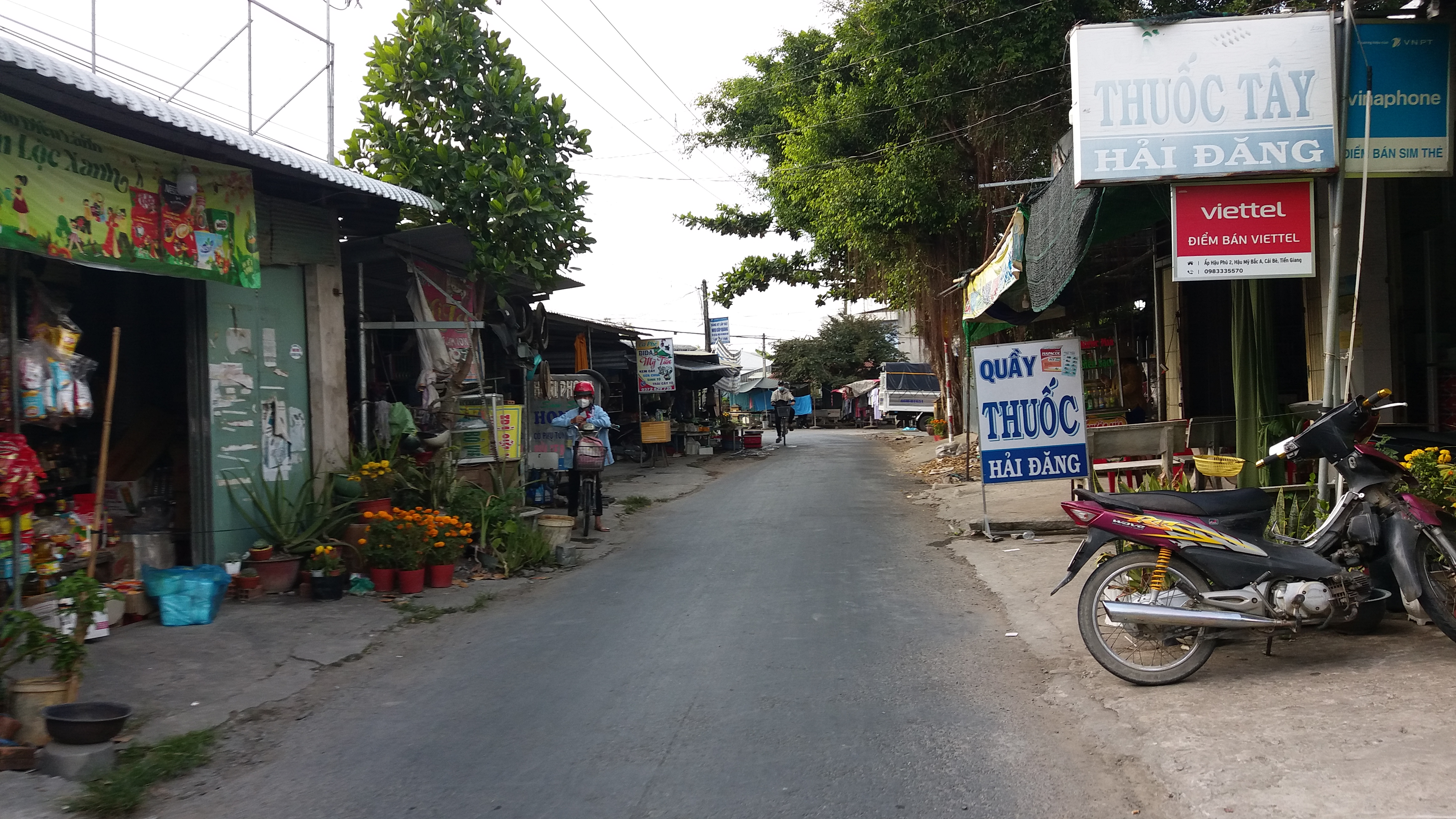
Một chợ nhỏ ngay ngã ba Tỉnh lộ 869 và Huyện lộ 72.
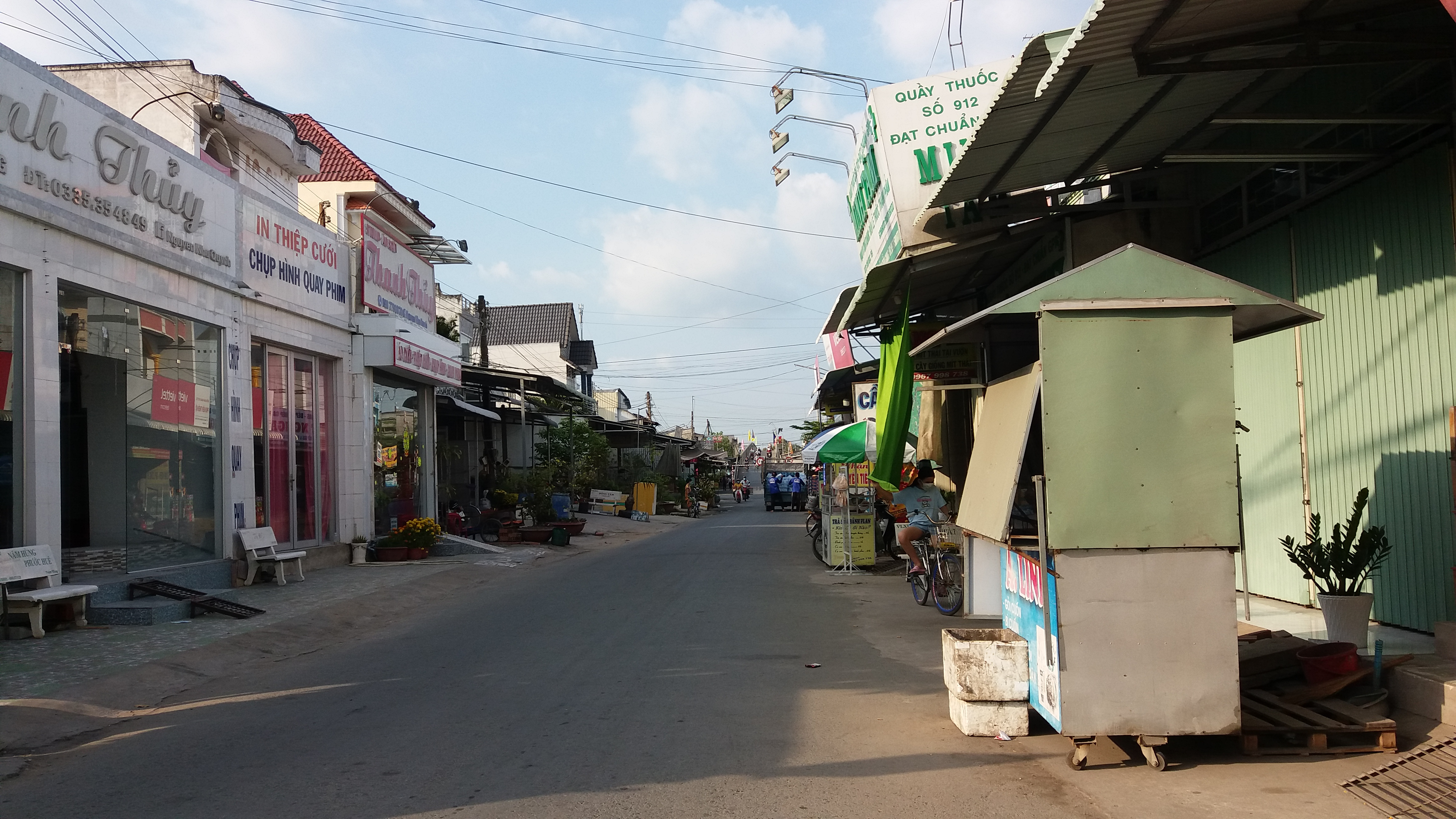
Khu vực chợ Thiên Hộ, nhìn từ xa là cầu Thiên Hộ.
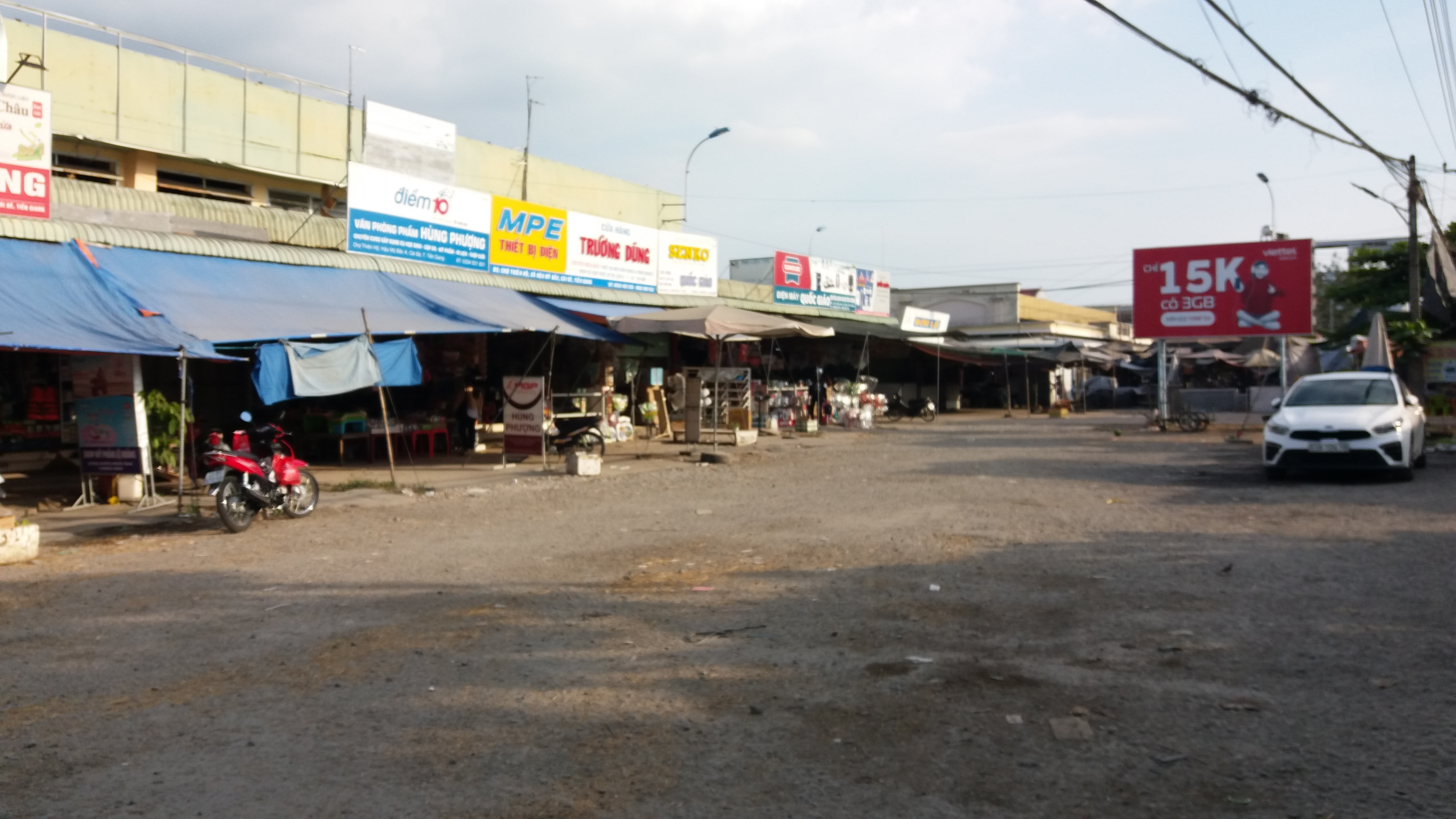
Chợ Thiên Hộ.

### Sách
- Ban tuyên giáo tỉnh ủy Tiền Giang và Trung tâm Unesco thông tin tư liệu lịch sử và văn hóa Việt Nam (2005). Địa chí Tiền Giang, Tập 1.